# Alain Nacache

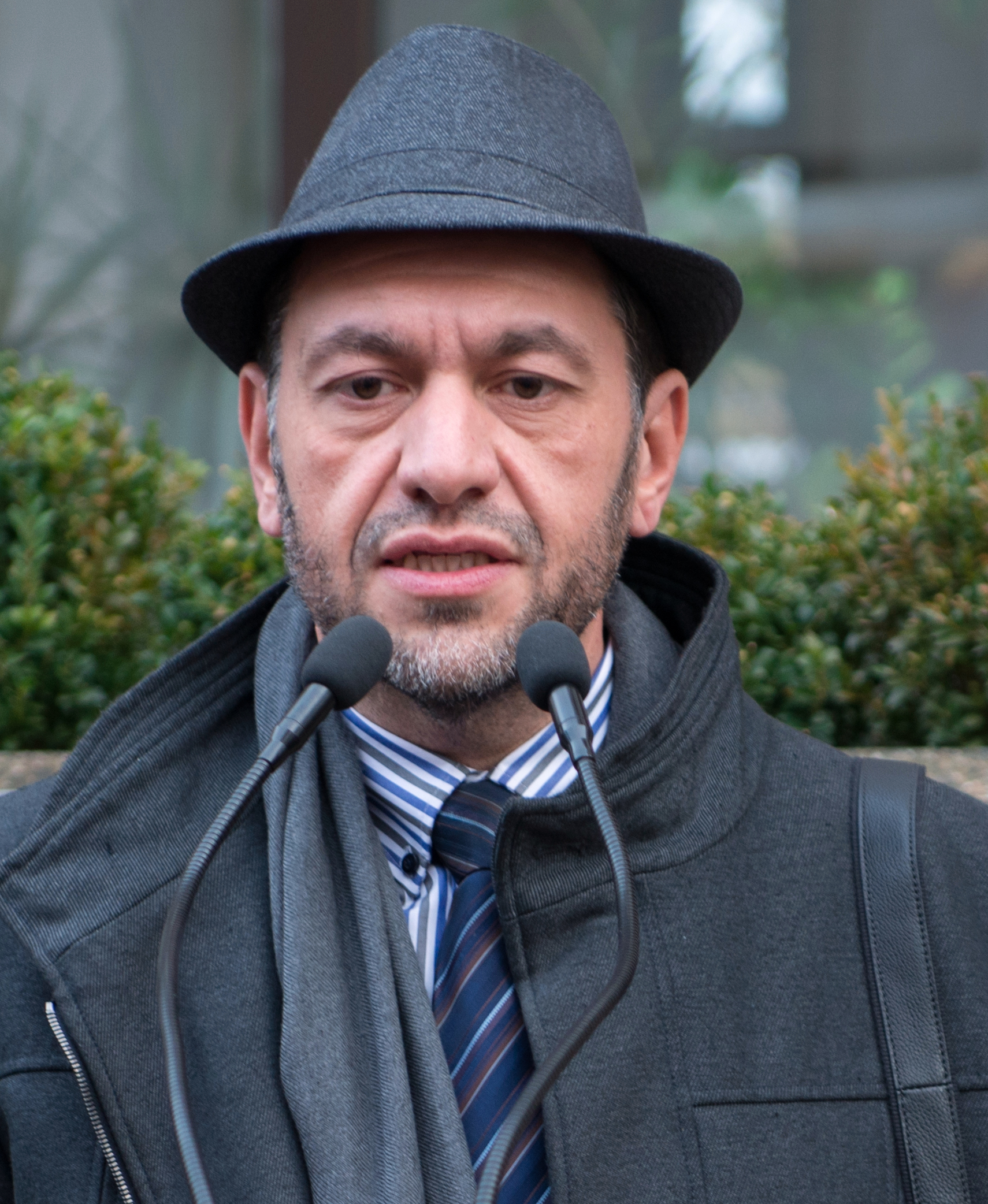
Alain Nachache

Alain David Nacache (* 9. Juni 1972 in Cannes) ist ein französischer Rabbiner.
Nacache war Rabbiner in Monaco, Lausanne und Bordeaux. Seit dem 1. November 2011 ist er Großrabbiner der Israelitischen Gemeinde von Luxemburg.